# Rodijs Mačoha
Rodijs Mačoha (Liepāja, 29 ottobre 2002) è un cestista lettone.

## Carriera

### Nazionale
Nel 2021 ha disputato il Mondiale Under-19, concluso all'undicesimo posto finale.